# Square du Père-Salone
Le square du Père-Salone est un square du quartier des Chantiers de Versailles, en France.

## Situation et accès
Le square du Père-Salone est un square situé à l'angle de l'avenue de Sceaux et de la rue de Limoges. Inauguré en novembre 1973, c'est un square simpliste en terre battue où se trouvent quelques bancs et des arbres pour les ombrager. Sans clôture, il est accessible en tout temps.

## Origine du nom
Le square du Père-Salone porte le nom d'Henri Salone (1866-1939). Ce prêtre eudiste, né à Versailles, y a passé l'essentiel de son existence. Après avoir été surveillant général des grands élèves à Saint-Jean-de-Béthune où il donnait des cours d'allemand, il reçut la prêtrise le 12 juin 1897 à Rennes puis revint à Versailles en novembre 1902 et dirigea, de 1903 à sa mort, le cercle catholique d'ouvriers de la rue de Limoges. Ce cercle catholique d'ouvriers a été fondé à Versailles le 13 juillet 1875, en conséquence des événements de la Commune ; l'objectif de ce cercle, comme de tous ses homologues, était d'empêcher que de tels événements se reproduisent, en « rechristianisant le monde ouvrier et en contribuant de cette façon à la défense de ses intérêts matériels et moraux ». Installé au 15, rue de Limoges le 26 mars 1876, ce cercle possédait une chapelle, des terrains de jeux, un cinéma, et un pensionnat, où étaient logés en 1898 quinze élèves de l'École d'horticulture. Érigé canoniquement par Léon XIII le 10 janvier 1879, il était dirigé par les prêtres eudistes de la rue de Béthune. À la tête de ce cercle, le père Salone, par ailleurs nommé chanoine honoraire le 11 juin 1922, a laissé un souvenir édifiant, que la municipalité a voulu perpétuer par la dénomination de ce petit square.